# Tulio Quiñones
Tulio Quiñones fue un jugador de fútbol costarricense nacionalizado peruano. Jugó para equipos como Circolo Sportivo Italiano, Universitario de Deportes, ADO, Veracruz y Necaxa
Aunque nace en Costa Rica, Quiñones emigra rápidamente a Perú donde juega con equipos como Circolo Sportivo Italiano y Universitario de Deportes. 
Para 1947 llega a México, y permanece en su liga hasta 1953, llevándose un campeonato de goleo con Necaxa y un título de liga con Veracruz. También jugó con la Selección de fútbol de Perú

## Equipos
- 1945 Circolo Sportivo Italiano
- 1946-47 Universitario de Deportes - 1 gol
- 1947-48 Asociación Deportiva Orizabeña - 15 goles
- 1948-49 Asociación Deportiva Orizabeña - 17 goles
- 1949-50 Real Club España -
- 1950-51 Club Deportivo Tiburones Rojos de Veracruz - 9 goles
- 1951-52 Club Necaxa - 9 goles (3 Liga, 6 Copa)
- 1952-53 Club Necaxa - 14 goles (14 Liga, ? Copa)
- 1954 Mariscal Sucre - 2 goles
- 1955-57 Porvenir Miraflores - 21 goles